# Dasychira aprepes
Dasychira aprepes är en fjärilsart som beskrevs av Collenette 1956. Dasychira aprepes ingår i släktet Dasychira och familjen tofsspinnare. Inga underarter finns listade i Catalogue of Life.